# Gmina Skrwilno
Die Gmina Skrwilno ist eine Landgemeinde im Powiat Rypiński der Woiwodschaft Kujawien-Pommern in Polen. Ihr Sitz ist das gleichnamige Dorf (deutsch Skrwilno).

## Gliederung
Zur Landgemeinde Skrwilno gehören 19 Dörfer (deutsche Namen bis 1945)  mit einem Schulzenamt (sołectwo).
| - Budziska (1942–1945 Ollbuden) - Czarnia Duża (Czarnia Duza, 1942–1945 Oberscharnen) - Czarnia Mała (Czarnia Mala, 1942–1945 Unterscharnen) - Kotowy (1942–1945 Kottau) - Mościska (1942–1945 Brücken) - Okalewo (1942–1945 Hegen) - Otocznia (Otocznia, 1942–1945 Schrulhagen) - Przywitowo (1942–1945 Weitenfeld) - Rak (1942–1945 Krebsen) | - Ruda (1942–1945 Rotenbruch) - Skrwilno (Skrwilno, 1942–1945 Reselerwalde) - Skudzawy (1942–1945 Sandern) - Szczawno (Szczawno, 1942–1945 Ampfergrund) - Szucie (1942–1945 Krähenhol) - Szustek (1942–1945 Schusterfeld) - Urszulewo (1942–1945 Urselhof) - Wólka (1942–1945 Wolke) - Zambrzyca (1942–1945 Sambritz) - Zofiewo (1942–1945 Sophienfeld) |

Weitere Ortschaften der Gemeinde sind:
| - Baba (Baba, 1942–1945 Wernershof) - Baranie Góry - Borki (1942–1945 Borke) - Czerwonka (1942–1945 Rotbach) - Gumowszczyzna - Karczemka | - Klepczarnia (1942–1945 Klappenfeld) - Modlin - Niemcowizna Okalewska - Niemcowizna Szustkowska (1942–1945 Deutschenrode) - Nowe Skudzawy | - Nowy Młyn - Stare Skudzawy - Szucie Okalewskie - Toki (Toki, 1942–1945 Tocken) - Warszawka - Warszawka-Kolonia |

## Söhne und Töchter der Gemeinde
Geboren in Skrwilno:
- Zbigniew Żbikowski (* 1952), Journalist und Schriftsteller
- Marek Ostrowski (1959–2017), Fußballspieler
- Wojciech Skibicki (* 1970), Weihbischof in Elbląg
- Marcin Romanowski (* 1976), Jurist und Politiker (PiS)